# Antipater
Antipater vagy Antipatrosz (Edom, i. e. 113 – ?, i. e. 43) edomita hadvezér Júdeában, a Heródes-dinasztia őse, a zsidó történelem alakja.

## Élete
Edomita eredetű családból származott volt. Az i. e. 60-as évektől jelent meg katonaként, hatására robbant ki a harc barátja, II. Hürkanosz Makkabeus és fivére, II. Arisztobulosz Makkabeus között. Az éveken át elnyúló háborúban végül a testvérek a közelben háborúzó Pompeiushoz fordultak, hogy segítsen véget vetni a háborúnak.
Pompieus Hürkanosznak ítélte az ország irányítását, de királyi cím helyett fejedelmi méltósággal (a főpapi tisztségét nem bántotta). Antipatert egész Júdea procurátorává nevezte ki. A hatalom lassan teljesen utóbbi kezébe került.
Antipatert i. e. 43-ban meggyilkolták. Fia Nagy Heródes néven az utolsó Makkabeusok trónfosztását követően i. e. 37-től uralkodott Judeában. Antipater leszármazottai, a Heródes-dinasztia tagjai mintegy 130 éven keresztül, az i. sz. 90-es évekig uralkodtak a Zsidó Királyságban. Az utolsó uralkodó II. Heródes Agrippa zsidó király volt.